# Diego Velázquez
Diego Rodríguez de Silva y Velázquez (AFI: [ˈdjeɣo rroˈðriɣeθ ðe ˈsilβa i βeˈlaθkeθ]), semplicemente noto come Diego Velázquez, (Siviglia, battezzato il 6 giugno 1599 – Madrid, 6 agosto 1660) è stato un pittore spagnolo, l'artista più importante tra quelli presenti alla corte di Re Filippo IV.
Fu uno degli artisti più rappresentativi dell'epoca barocca e un grande ritrattista. Tra il 1629 e il 1631 trascorse un anno e mezzo in Italia con l'intento di viaggiare e studiare le opere d'arte presenti nel paese, facendovi poi ritorno nel 1649. Oltre a numerose versioni di note scene storiche e letterarie, dipinse moltissimi ritratti dei membri della famiglia reale di Spagna, di altri importanti personaggi dell'Europa del tempo ed anche di persone comuni, attività che raggiunse il suo vertice massimo con la realizzazione del capolavoro Las Meninas.
A partire dalla prima metà del XIX secolo l'opera di Velázquez ha rappresentato un modello a cui si sono ispirati i pittori dei movimenti realista e impressionista, in particolare Édouard Manet. Da allora, anche altri artisti moderni, tra cui gli spagnoli Pablo Picasso e Salvador Dalí e l'angloirlandese Francis Bacon hanno pagato il loro tributo a Velázquez reinterpretando alcune delle sue opere più celebri.
Ancora oggi è considerato uno dei principali rappresentanti della pittura spagnola e uno dei maestri della pittura universale.

## Biografia

### Infanzia e gioventù

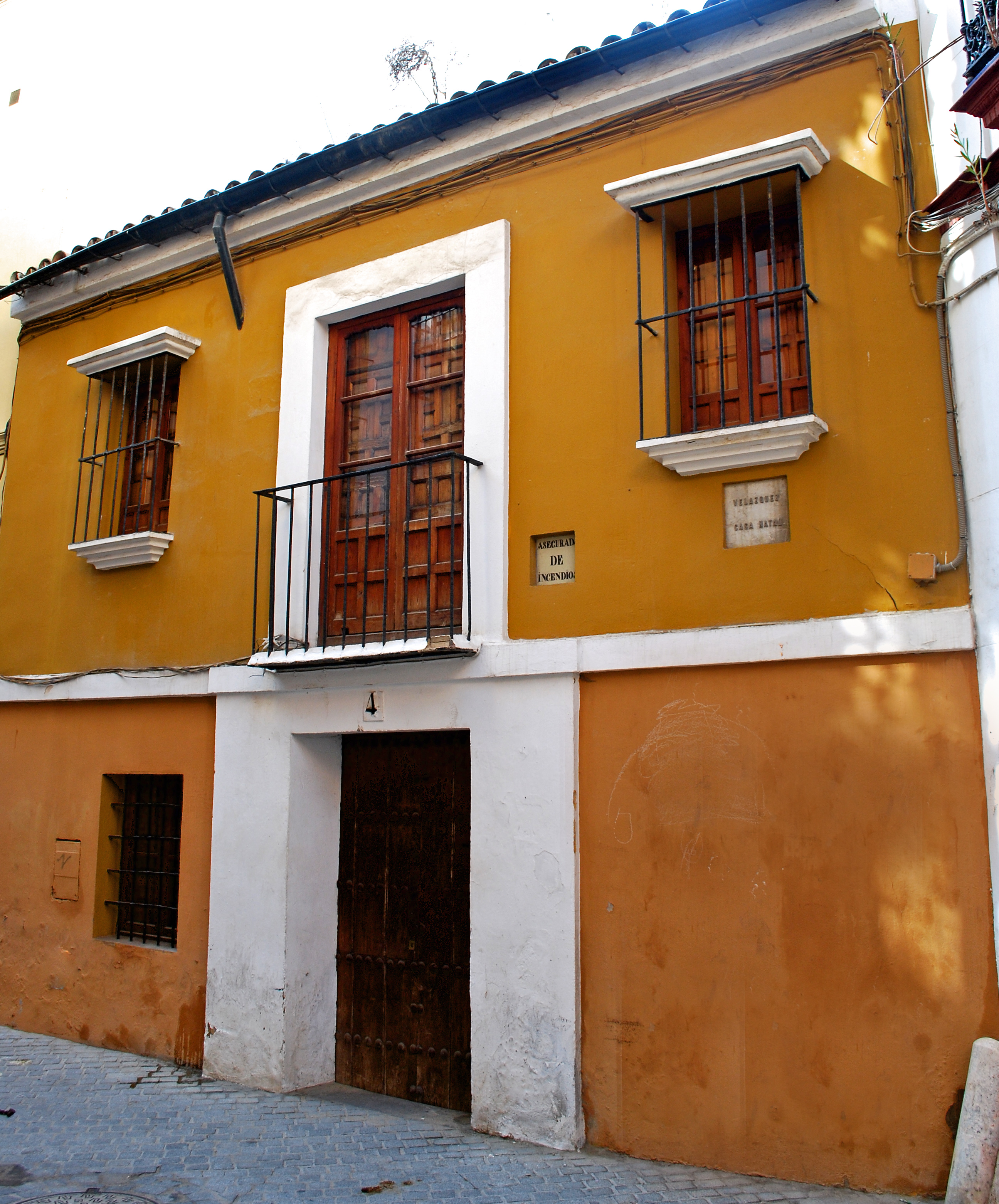
Casa natale di Velázquez a Siviglia

Velázquez nacque a Siviglia, in Andalusia, qualche giorno prima del 5 giugno 1599 (il 6 giugno è il giorno in cui fu battezzato nella chiesa cittadina di san Pedro), figlio di Juan Rodríguez de Silva (vero nome João Rodrigues da Silva), un avvocato di origine portoghese, e di Jerónima Velázquez, appartenente alla classe degli hidalgo, la nobiltà minore spagnola. I suoi nonni paterni, Diogo da Silva e Maria Rodrigues, erano portoghesi e si erano trasferiti a Siviglia decenni prima. Quando gli fu offerto il titolo di cavaliere nel 1658, Velázquez rivendicò l'appartenenza alla nobiltà minore; in realtà, tuttavia, i suoi nonni erano commercianti e forse ebrei conversi. Come era consuetudine in Andalusia, Velázquez usava di solito il cognome di sua madre.
I suoi genitori gli impartirono un'educazione molto religiosa e, dato che desideravano avviarlo ad una professione di tipo intellettuale, ricevette una buona preparazione linguistica e filosofica. Tuttavia, dimostrò ben presto di possedere un talento artistico ed iniziò, quindi, a studiare presso lo studio di Francisco Herrera il Vecchio, un energico pittore che disprezzava l'influenza dell'arte italiana sulla prima scuola pittorica di Siviglia. Velázquez rimase con lui per un anno. Probabilmente è da Herrera che imparò ad usare i pennelli a setole lunghe.
Dopo aver lasciato lo studio di Herrera all'età di dodici anni, Velázquez iniziò a fare l'apprendista di Francisco Pacheco, un altro artista e maestro di Siviglia. Nonostante sia comunemente considerato un pittore mediocre e senza particolari virtù, Pacheco talvolta si esprimeva con uno stile semplice e realista, opposto a quello di Raffaello Sanzio che gli era stato insegnato. Velázquez restò nello studio di Pacheco per 5 anni, studiando le proporzioni e la prospettiva ed assistendo al susseguirsi delle tendenze nei circoli letterari ed artistici della città.

### Primo periodo a Madrid

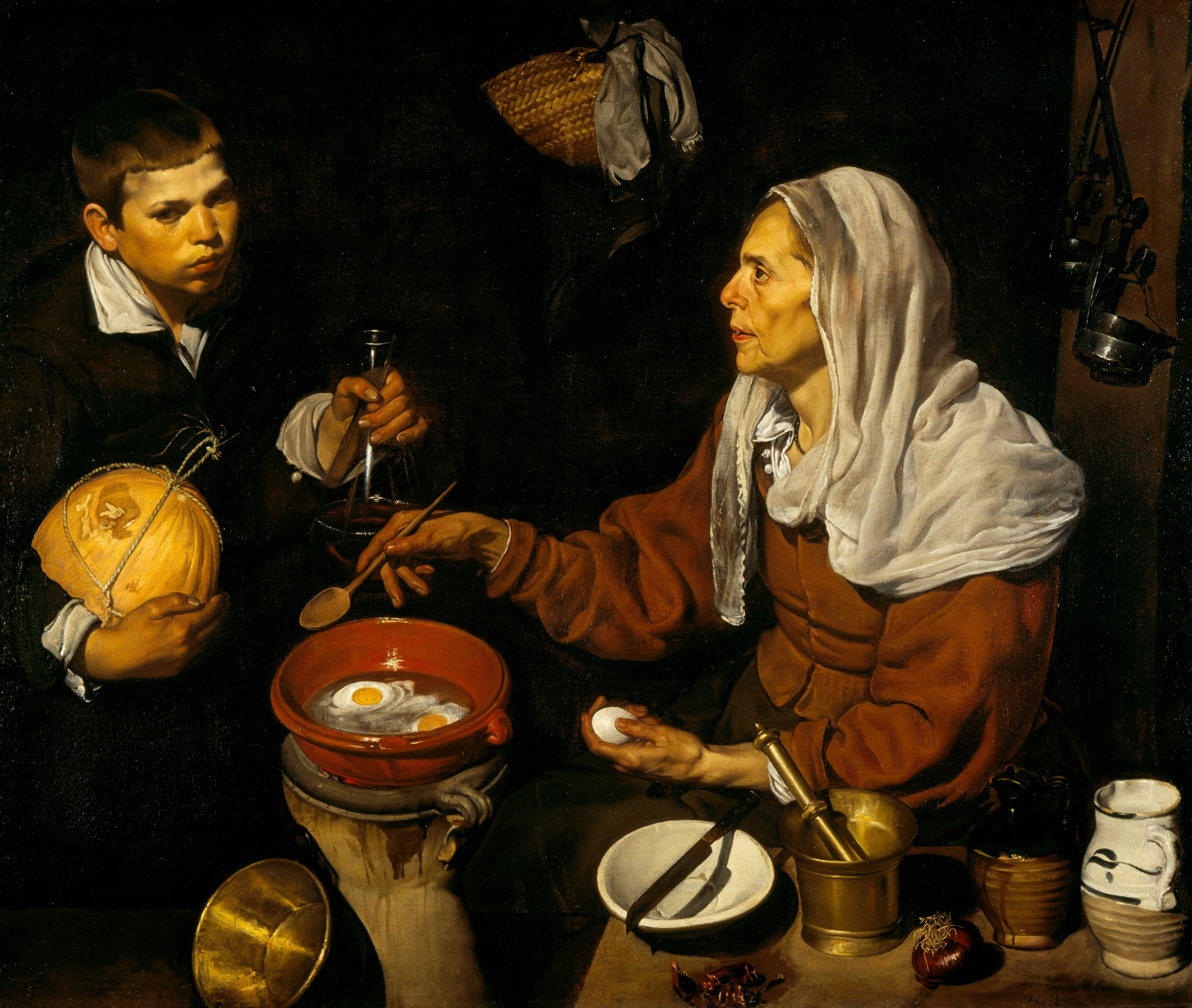
Vieja friendo huevos (1618, It.: La vecchia friggitrice di uova). National Gallery Edimburgo.

Entro i primi anni del decennio 1620-1630 era già riuscito a costruirsi una buona reputazione e posizione sociale a Siviglia; sua moglie, Juana Pacheco (1º giugno 1602, 10 agosto 1660) figlia di Francisco Pacheco, che aveva sposato nel 1618, gli diede due figlie. La più piccola, Ignacia de Silva Velázquez y Pacheco, morì durante l'infanzia, mentre la primogenita, Francisca de Silva Velázquez y Pacheco (1619-1658), crebbe normalmente e finì per sposare il pittore Juan Bautista Martínez del Mazo nel 1633.
In quel periodo Velázquez realizzò diverse opere degne di nota come i dipinti a soggetto sacro Adoración de los Reyes (1619 It. L'adorazione dei magi) e Jesús y los peregrinos de Emaús (1620 It. Gesù e i pellegrini di Emmaus), in cui inizia a trasparire il suo incisivo ed attento realismo.

### Arrivo a Madrid
Velázquez si recò a Madrid nella prima metà dell'aprile 1622, con una lettera di presentazione di Don Juan de Fonseca, anch'egli di Siviglia, che era stato il cappellano del re. Su richiesta di Pacheco dipinse il ritratto del celebre poeta Luis de Góngora y Argote. Velázquez lo ritrasse con una corona d'alloro in testa, ma in un momento successivo qualcuno ritoccò il dipinto ricoprendola e facendola sparire. È possibile che Velázquez, per realizzarlo, si sia fermato a Toledo all'andata come aveva consigliato Pacheco, o che l'abbia fatto al ritorno da Madrid come invece aveva suggerito Gongora, che era un grande ammiratore di El Greco e compose una poesia in occasione della sua morte.
Nel dicembre 1622 morì Rodrigo de Villandrando, il pittore di corte preferito dal re, e Don Juan de Fonseca fece avere a Velázquez l'ordine di recarsi a corte del Duca-Conte de Olivares, il potente ministro di Filippo IV di Spagna. Gli furono dati 50 ducati (pari a 175 grammi d'oro) per coprire le spese e così partì accompagnato dal suocero. Fonseca ospitò il giovane pittore a casa sua e posò egli stesso per un ritratto che, una volta finito, fu portato al palazzo reale. A Velázquez fu commissionato un ritratto del re che, il 16 agosto 1623 posò per lui. Il ritratto fu finito in un solo giorno, pertanto non doveva trattarsi di molto di più di uno schizzo, ma piacque molto sia al re che ad Olivares. Olivares ordinò a Velázquez di trasferirsi definitivamente a Madrid, promettendo che a nessun altro pittore sarebbe stato permesso di ritrarre il re e che tutti i ritratti preesistenti sarebbero stati fatti sparire dalla circolazione. L'anno seguente, nel 1624, ricevette dal re 300 ducati per pagare le spese del trasferimento di tutta la sua famiglia a Madrid, città che rimase la sua casa per il resto della sua vita. Velázquez si assicurò il posto di pittore di corte, con uno stipendio di 20 ducati al mese, oltre all'alloggio, l'assistenza medica e il compenso per i dipinti che avesse realizzato. Il ritratto venne esposto sulla scalinata della chiesa di San Felipe, e fu accolto con entusiasmo, ma successivamente è andato perduto. Tuttavia il Museo del Prado possiede due ritratti del re realizzati da Velázquez (numeri di catalogo 1070 e 1071) nei quali si nota che la severità del periodo di Siviglia è scomparsa e i toni sono ora più delicati. Lo stile non è però mutato e si richiama a quello di Antoon Mor, il ritrattista olandese al servizio di Filippo II di Spagna che esercitò una notevole influenza sulla scuola spagnola. In quello stesso anno arrivò alla corte di Spagna il Principe del Galles, il futuro Carlo I d'Inghilterra.

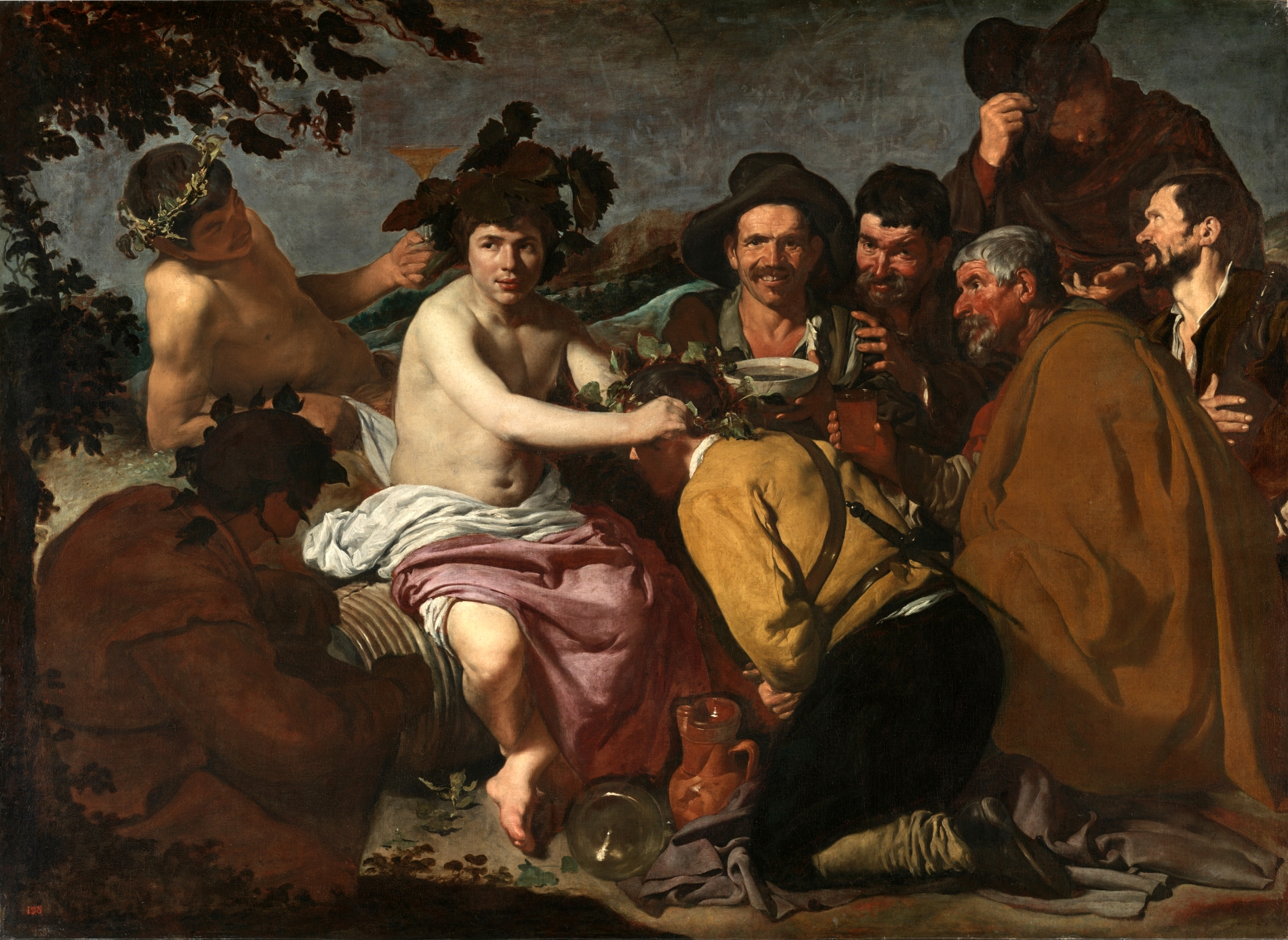
Los borrachos It. Trionfo di Bacco (I bevitori) (1629)

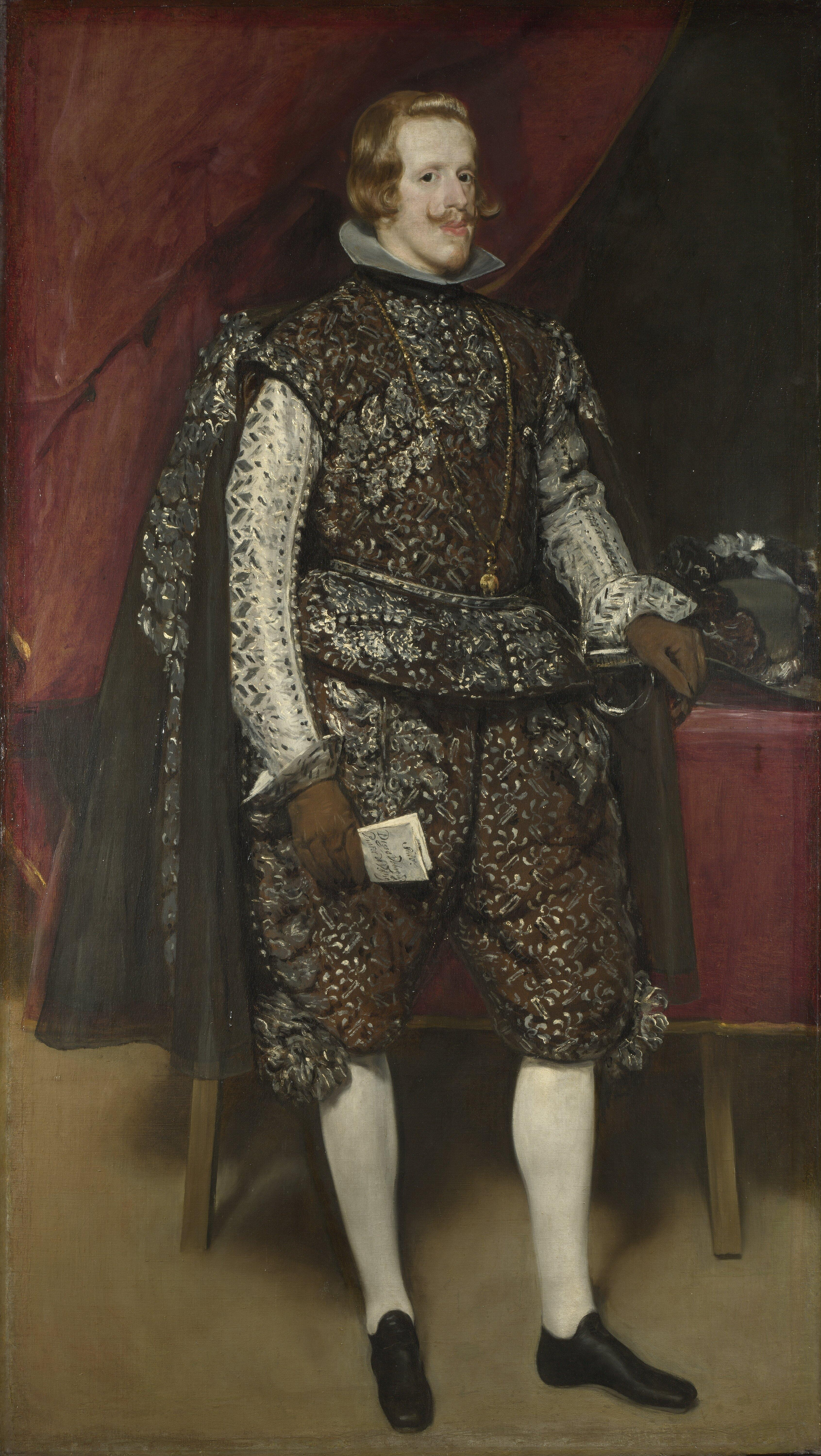
Un ritratto del 1632 di Filippo IV di Spagna

Nel settembre 1628 Peter Paul Rubens arrivò a Madrid con l'incarico di emissario dell'Infanta Isabella e Velázquez gli tenne compagnia tra i dipinti di Tiziano all'Escorial. Allora Rubens era nel suo periodo di massimo splendore e influenza. I sette mesi di missione diplomatica dimostrarono la sua brillantezza sia come pittore che come uomo di corte. Aveva un'ottima opinione di Velázquez, ma non influenzò molto il suo stile pittorico; tuttavia la sua frequentazione accrebbe il desiderio di Velázquez di visitare l'Italia e vedere le opere dei grandi maestri italiani.
Nel 1627 re Filippo indisse una gara tra i migliori pittori di Spagna sul tema della cacciata dei mori e il vincitore fu Velázquez. Il suo dipinto finì distrutto nell'incendio del palazzo reale del 1734. Descrizioni dell'epoca dicono che rappresentasse Filippo III di Spagna che puntava il suo scettro contro una folla di uomini e donne scacciata da una carica di soldati, mentre la femminea personificazione della Spagna sedeva calma e rilassata. Come ricompensa Velázquez fu nominato cerimoniere di corte.
Cinque anni dopo averlo dipinto, ricevette un compenso extra di 100 ducati per il quadro Il trionfo di Bacco, realizzato nel 1629. Lo spirito e i propositi di quest'opera si capiscono meglio dal titolo spagnolo Los borrachos or Los bebedores (It. Gli ubriachi - I bevitori) ispirato dai personaggi che porgono un beffardo omaggio ad un giovane seminudo che siede su una botte di vino con il capo cinto d'edera. Il tratto del dipinto è fermo e risoluto e si vede che l'artista padroneggia il gioco di luce e ombra con maggior sicurezza di quanto avvenisse nelle sue opere precedenti. Complessivamente il dipinto può essere considerato il migliore esempio dello stile di Velázquez del primo periodo.

### Primo viaggio in Italia
La tradizione è solita dividere la carriera di Velázquez servendosi delle due visite in Italia, definendo come secondo periodo quello successivo alla prima visita e come terzo quello successivo alla seconda. Questa arbitraria periodizzazione può essere sostanzialmente accettata, anche se non è sempre applicabile perché, come succede per molti pittori, i suoi stili talvolta si sovrappongono l'un l'altro. Velázquez di rado firmò i propri quadri e negli archivi reali si trovano le date di realizzazione delle sole opere più significative. Per l'attribuzione dei suoi ritratti ci si deve affidare all'esame degli stessi e a ricerche storiche.
Nel 1629 Velázquez soggiornò in Italia per un anno e mezzo circa. La sua prima visita nella penisola è stata riconosciuta come uno dei momenti cruciali per lo sviluppo dello stile pittorico dell'artista spagnolo e anche della storia del mecenatismo della corona di Spagna, dato che fu Filippo IV a finanziare il viaggio. Il sovrano, infatti, gli assegna 400 ducati d'argento (corrispondenti a circa 2 anni di salario) a cui si aggiungono altri 200 d'oro, elargiti dal duca di Olivares.

### Secondo periodo a Madrid
Velázquez dipinse il primo di molti ritratti del giovane principe erede del trono di Spagna, don Baltasar Carlos, conferendogli un aspetto nobile e signorile nonostante fosse solo un bambino, vestito da feldmaresciallo sul suo cavallo che impenna. La scena è ambientata nella scuola equestre di palazzo, con il re e la regina che osservano da un terrazzo mentre Olivares fa da insegnante d'equitazione al principe. Don Baltasar morì nel 1646 quando aveva 17 anni, così, a giudicare dall'età che dimostra nel ritratto, si ritiene che esso sia stato dipinto attorno al 1641.
Il potente ministro Olivares fu il primo e più fedele protettore del pittore. Il suo volto impassibile e malinconico ci è stato reso familiare dai molti suoi ritratti che Velázquez ha realizzato. Due sono di notevole importanza; uno lo ritrae a figura intera, in una posa nobile e solenne, mentre porta la croce verde dell'ordine militare di Alcántara e tiene in mano un bastone, simbolo della sua carica di gran cavaliere, l'altro lo ritrae invece a cavallo rappresentandolo in modo lusinghiero in veste di feldmaresciallo in azione sul campo di battaglia. In questi ritratti Velázquez ha ripagato bene il debito di gratitudine che aveva nei confronti del suo primo mecenate, al cui fianco rimase anche quando Olivares stava cadendo in disgrazia, nonostante così agendo si esponesse al rischio di irritare il geloso re Filippo.
Lo scultore Juan Martínez Montañés fece una statua modellandola su uno dei ritratti del re a cavallo realizzati da Velázquez, dipinto nel 1636, che fu poi trasformata in bronzo dallo scultore fiorentino Tacca e che attualmente si trova nel Palazzo reale di Madrid. Il dipinto originale ispiratore non esiste più, ma ne sono invece sopravvissuti altri. Velázquez, in tutti i ritratti del re, dipinge Filippo mentre indossa la golilla, un colletto di lino rigido che dallo scollo si proiettava verso l'alto. Era stata inventata dal re stesso, che ne era così orgoglioso da celebrarlo con una festa a cui seguiva una processione diretta in chiesa per ringraziare Dio di quella benedetta idea. Per questo, la golilla rappresentava un capo di gran moda, e compariva nella maggior parte dei ritratti di gentiluomini dell'epoca.
Velázquez rimase sempre a disposizione di Filippo, accompagnandolo nei suoi viaggi in Aragona del 1642 e 1644, e senza dubbio era presente quando fece il suo ingresso a Leida da conquistatore. Proprio in quell'occasione dipinse un grande ritratto equestre in cui il re veniva rappresentato come un grande comandante alla guida delle sue truppe: un ruolo che Filippo in realtà non svolse mai. Tutto il quadro è pervaso da una grande animazione, ad eccezione dell'impassibile volto del re.

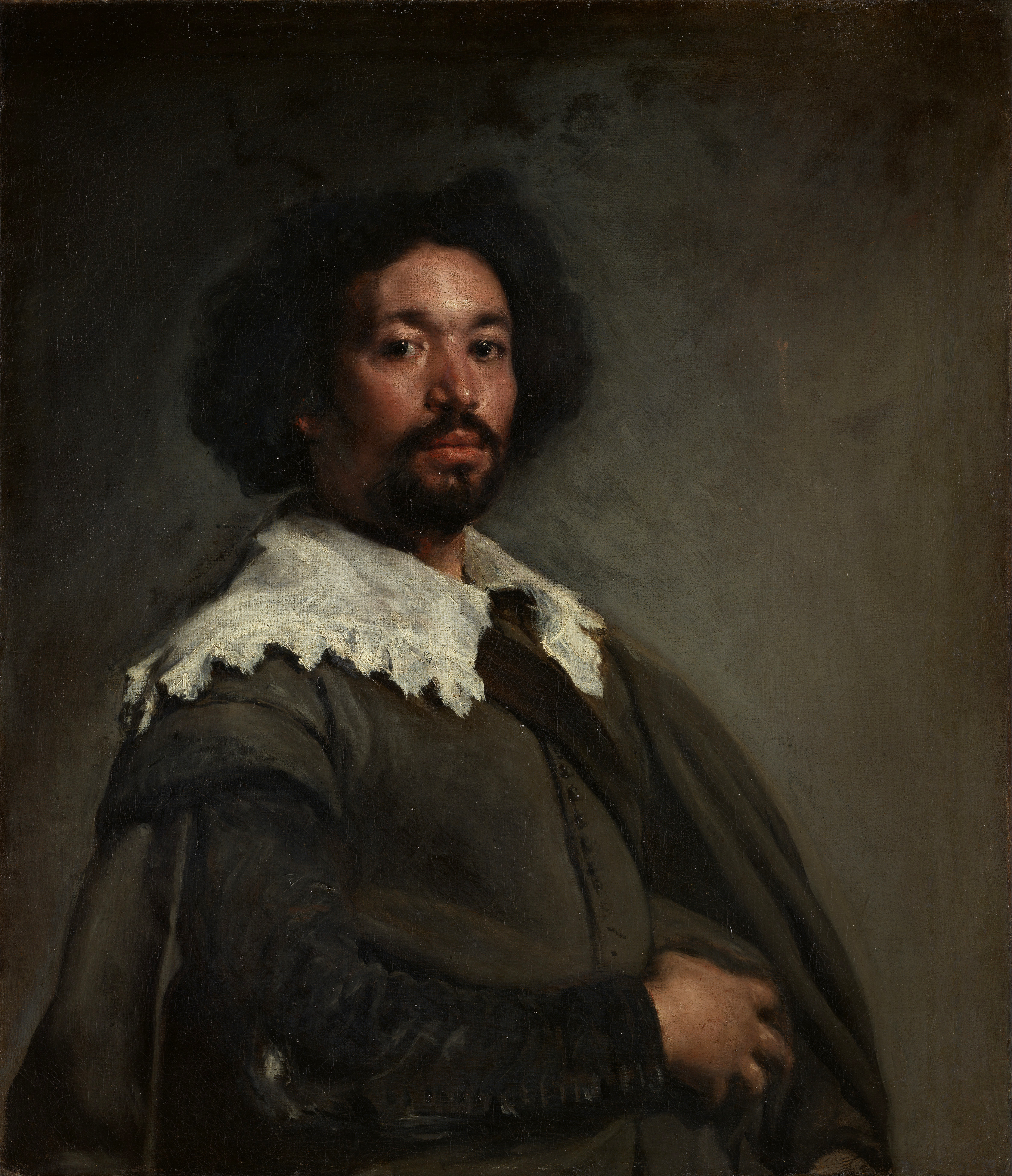
Juan de Pareja (1650)

Oltre ai 40 ritratti di re Filippo, Velázquez ne eseguì di altri membri della famiglia reale come della prima consorte di Filippo, Isabella di Borbone e dei suoi figli, specialmente il maggiore, Don Baltasar Carlos. Inoltre per lui posarono cavalieri, soldati, religiosi e il celebre poeta Francisco de Quevedo (il cui ritratto si trova ora al Wellington Museum).

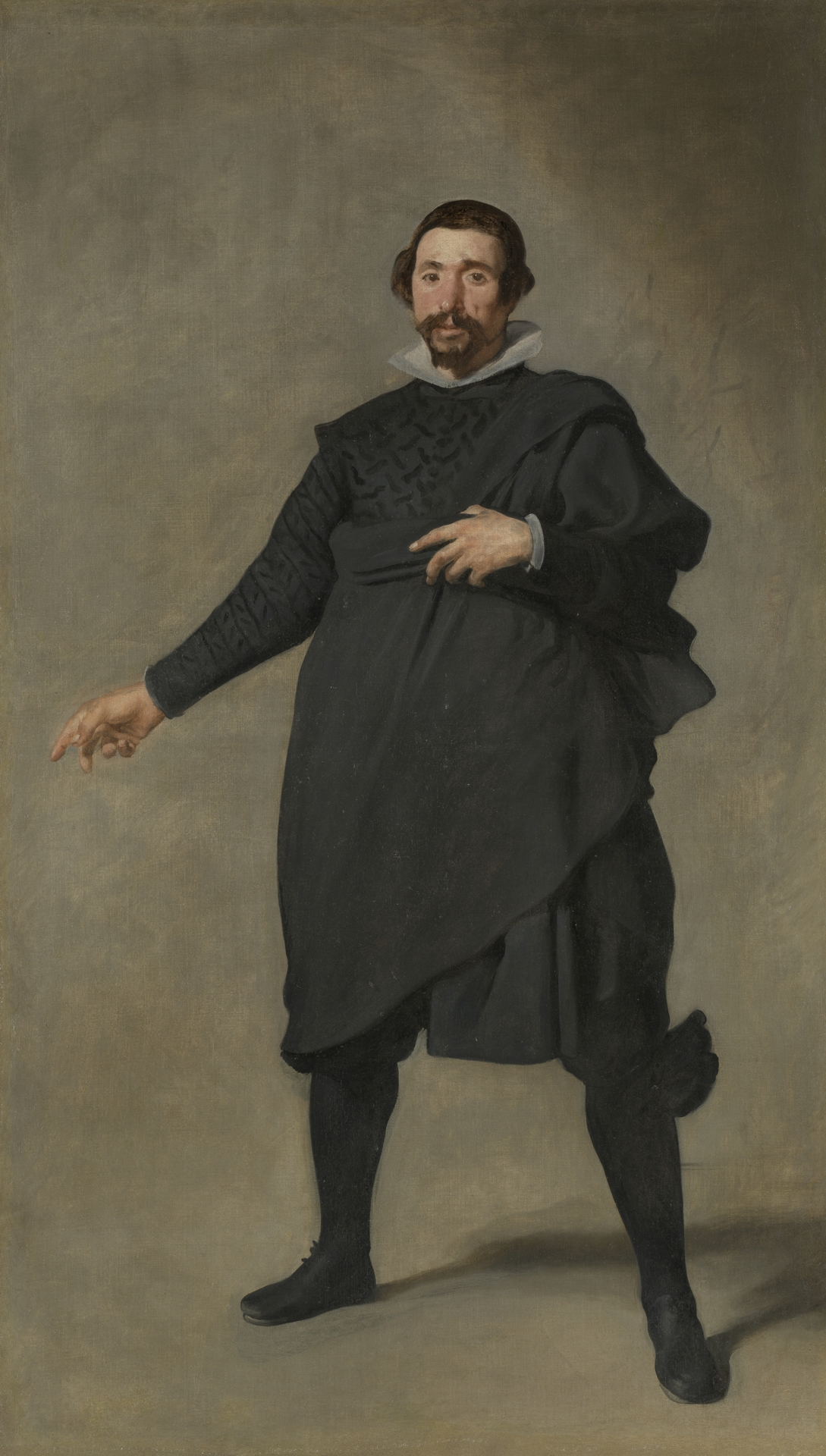
Pablo de Valladolid, un comico alla corte di Filippo IV. (1635)

Curiosamente non eseguì molti ritratti femminili, ma dipinse molti dei nani e dei buffoni al servizio del re. Li ritrasse con molto rispetto e simpatia, come si può vedere in Diego de Acedo, el Primo (1644), la cui espressione intelligente e il grande foglio con la bottiglietta d'inchiostro e la penna che gli stanno accanto lo mostrano come una persona più saggia e colta di molti cortigiani. Anche Pablo de Valladolid (1635), un comico che sta evidentemente interpretando un ruolo, e El Bobo de Coria (1639) sono opere che fanno parte di questo periodo della carriera dell'artista.
In quegli anni realizzò anche il suo più grande dipinto a tema religioso, il Cristo crocifisso (1631-32). Si tratta di un'opera estremamente originale che ritrae Cristo nel momento immediatamente successivo alla morte. La testa del Salvatore pende sul suo petto e una massa di capelli scuri copre parte del volto. La figura è sola su di uno sfondo scuro. Il dipinto fu allungato per adattarlo allo spazio che gli era stato assegnato in un oratorio, ma l'aggiunta è stata ora rimossa riportandolo alle dimensioni originali. Alcuni studiosi credono che il volto sia in realtà quello dello zio di Velázquez.
Il genero di Velázquez, Juan Bautista Martínez del Mazo, lo sostituì come cerimoniere nel 1634, e fece lui stesso una rapida carriera presso la corte di Spagna.

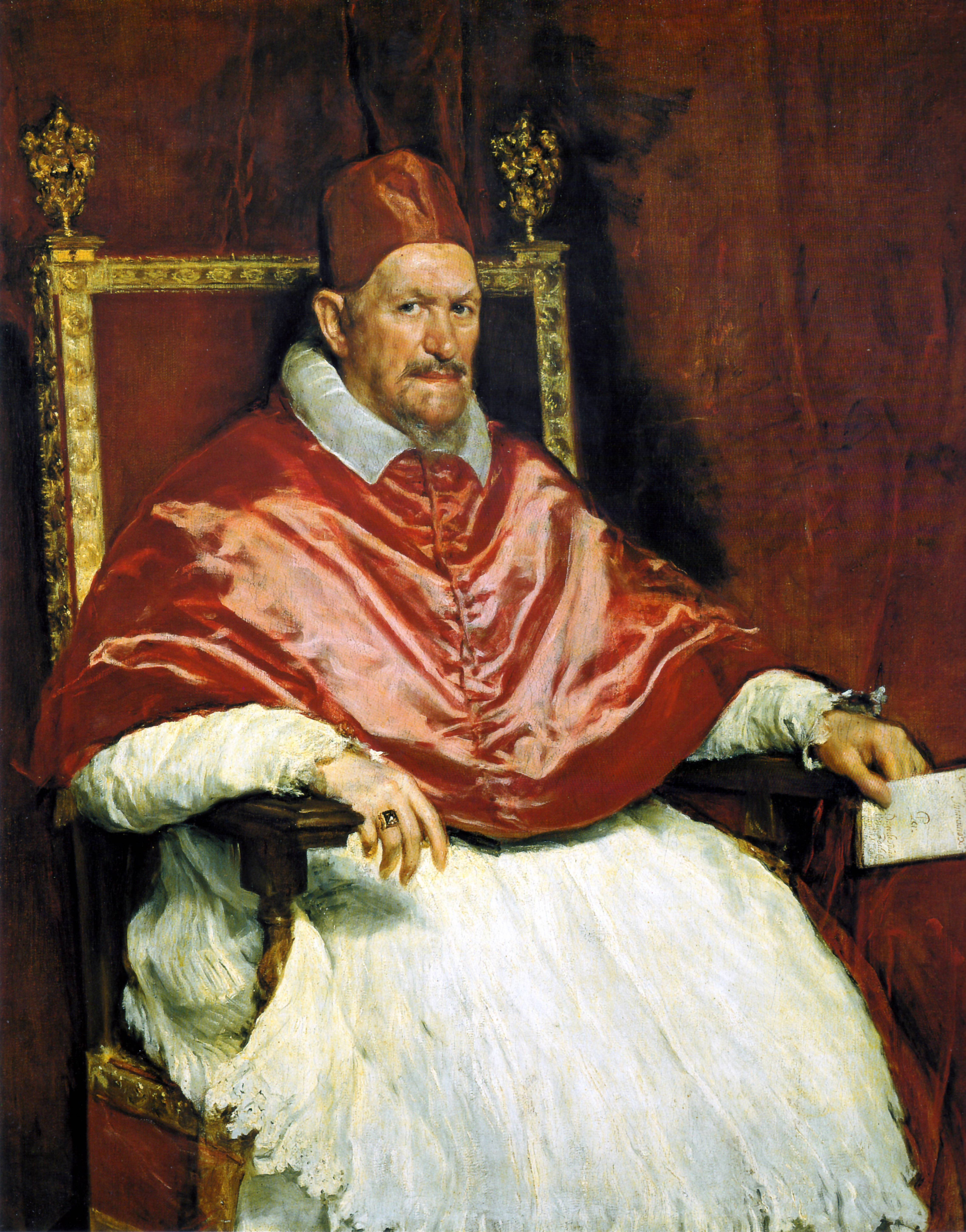
Papa Innocenzo X (1650)

Filippo incaricò Velázquez di seguire un progetto che da tempo desiderava realizzare: la fondazione di un'accademia d'arte in Spagna. Il paese era ricco di dipinti, ma c'erano poche statue, e Velázquez fu quindi incaricato di tornare in Italia e fare alcune acquisizioni.

### Secondo viaggio in Italia
Nel 1649 - vent'anni dopo la prima visita - Velázquez s'imbarcò a Malaga diretto a Genova, accompagnato dal suo servitore Juan de Pareja, spostandosi poi a Milano e Venezia, dove acquistò dipinti di Tiziano, Tintoretto e Veronese. A Modena fu ricevuto con entusiasmo dal Duca, per il quale eseguì tre ritratti, uno tuttora nella città emiliana, gli altri due ora esposti al museo di Dresda.
Queste opere fanno presagire l'inizio della terza e ultima fase della carriera del pittore, di cui il grande ritratto di Papa Innocenzo X esposto alla Galleria Doria Pamphilj di Roma rappresenta un eccellente e valido esempio. Anche nella città eterna fu ricevuto con grande piacere dal Papa, che gli donò una medaglia e una catena d'oro. Dopo aver realizzato il ritratto del Pontefice, Velázquez ne fece anche una copia, che riportò con sé in Spagna. Esistono molte copie dell'opera in vari musei e gallerie e alcune di esse potrebbero essere state degli studi preparatori per l'originale o delle copie dipinte per Filippo IV. Velázquez in quest'opera si esprime nella manera abreviada, una locuzione coniata dai suoi compatrioti per definire il suo nuovo stile, più audace e marcato.
Nel 1650, sempre a Roma, Velázquez dipinse il ritratto del suo servo Juan de Pareja, ora al Met di New York. Il ritratto gli garantì l'ammissione all'Accademia di San Luca. Presumibilmente il quadro servì come allenamento per prepararsi alla realizzazione del ritratto del papa. Mostra l'espressione di Pareja e i suoi vestiti sciupati e logori con una grande ricchezza di dettagli, pur presentando una notevole parsimonia nelle pennellate e nel tocco; si tratta di uno dei suoi ritratti più apprezzati e conosciuti.
Durante la seconda visita in Italia conobbe la pittrice Flaminia Triva (1629 - post 1660), che divenne sua amante ed è probabilmente la modella che posò per la Venere Rokeby. Dalla relazione tra il pittore e la Triva nacque un figlio maschio di nome Antonio De Silva. Il pittore, dovendo ritornare in Spagna richiamato da Filippo IV, lasciò la custodia del figlio all'amico Juan de Córdoba il quale, tempo dopo, riuscì ad adottarlo.

### Rientro definitivo a Madrid
Re Filippo desiderava che Velázquez tornasse in Spagna, di conseguenza, dopo una visita a Napoli, dove incontrò il suo vecchio amico Jusepe de Ribera, nel 1651 rientrò sbarcando a Barcellona e portando con sé molti dipinti e 300 statue che furono sistemate e catalogate per il re. Le statue che rappresentavano dei nudi erano però disprezzate dalla Chiesa spagnola e, dopo la morte di Filippo IV, queste opere a poco a poco finirono per scomparire. Isabella di Borbone era morta nel 1644 e il re si era sposato con Maria Anna d'Austria, che Velázquez iniziò a ritrarre in diverse pose. Fu scelto dal re per ricoprire l'incarico di aposentador mayor (It. Gran maresciallo di palazzo) che comportava il compito di badare agli alloggi della corte, un ruolo di responsabilità e che certamente fu di ostacolo all'esercizio della sua arte. Tuttavia, ben lontane dal mostrare i segni del declino, le opere di questo periodo sono al contrario tra gli esempi migliori del suo talento.

### Las Meninas

Las Meninas, completato nel 1656

La protagonista di Las Meninas sembra a prima vista essere una delle infante, Margherita, la figlia maggiore della seconda moglie del re. Tuttavia, osservando le varie parti del quadro, non è più tanto chiaro chi o che cosa sia il vero soggetto dell'opera. È la principessa o forse il pittore stesso? La risposta potrebbe trovarsi nell'immagine dipinta sulla parte posteriore, che ritrae il re e la regina. Si tratta del riflesso di uno specchio, nel quale caso la coppia reale si troverebbe di fronte al quadro al nostro posto? Sono loro il soggetto del quadro? Il dibattito sul vero soggetto di quest'opera è tuttora aperto, e molte delle domande che pone non hanno ancora ricevuto una risposta soddisfacente. Probabilmente l'infanta con il suo seguito ha fatto irruzione nella sala nella quale Velázquez stesso, a sinistra nel dipinto, sta facendo il ritratto a re Filippo IV e alla regina. Questi ultimi non si vedono perché sono fuori campo prima dello spazio raffigurato, in posa davanti al pittore, ma appaiono riflessi nello specchio alle spalle dell'artista.
Dipinto quattro anni prima della morte dell'artista, è un caposaldo del periodo artistico del barocco europeo. L'opera è stata esaltata sin dal momento della sua realizzazione; Luca Giordano, un pittore italiano dell'epoca, ne parlò come di una "teologia della pittura", e nel XVIII secolo l'inglese Thomas Lawrence lo citò come la "filosofia dell'arte", capace in modo chiarissimo di produrre gli effetti desiderati dall'artista. quali siano questi effetti è stato oggetto di diverse interpretazioni; Dale Brown propone un'interpretazione secondo cui, inserendo nel quadro un ritratto sfumato del re e della regina Velázquez intendesse pronosticare la caduta dell'Impero spagnolo che stava per raggiungere il vertice della propria parabola poco dopo la morte del pittore. Un'altra interpretazione è che il quadro sia di fatto uno specchio, e che tutto il dipinto sia realizzato secondo il punto di vista del re e della regina, quindi la loro immagine riflessa può essere vista sullo specchio posto sulla parete posteriore.
Si dice che sia stato il re a dipingere l'onorifica Croce Rossa dell'Ordine di Santiago sul petto del pittore, come oggi appare sul quadro. Tuttavia Velázquez non ricevette quel titolo che tre anni dopo l'esecuzione del dipinto. Neppure il re di Spagna avrebbe potuto nominare un suo protetto cavaliere senza il consenso della commissione incaricata di verificare la purezza della sua linea di sangue. Lo scopo di queste ricerche avrebbe dovuto essere quello di impedire che venisse nominato qualcuno che avesse avuto anche tracce di eresia tra i suoi ascendenti - il che in pratica significava tracce di sangue ebreo o arabo, o che qualcuno si fosse contaminato dedicandosi alla pratica del commercio. I registri della commissione sono stati ritrovati tra gli archivi dell'Ordine di Santiago. Velázquez fu ammesso nell'ordine nel 1659. Fu giustificato perché, come pittore del re, evidentemente non era coinvolto nella pratica di vendere i suoi dipinti.
Il filosofo Michel Foucault, nel suo libro del 1966 Le parole e le cose, dedica il capitolo di apertura a una dettagliata analisi di Las Meninas. Spiega i modi in cui il dipinto evidenzia i problemi del concetto di rappresentazione grazie al suo uso di specchi e schermi e le conseguenti oscillazioni tra l'interno e l'esterno dell'immagine e la sua superficie.

### Gli ultimi anni
Se non fosse stato per la sua nomina reale, che gli permetteva di sottrarsi alla censura dell'Inquisizione, Velázquez non avrebbe potuto realizzare la Venere Rokeby (1647-1651). Si tratta dell'unico nudo femminile rimasto dall'artista spagnolo.
In Spagna all'epoca esistevano sostanzialmente solo due grossi protettori per gli artisti, ovvero la Chiesa e il re e la sua corte. L'artista preferito dalla Chiesa era Bartolomé Esteban Murillo, mentre Velázquez era protetto dalla corona. Va evidenziata una differenza: Murillo, che lavorò molto intensamente per la ricca e potente Chiesa di Spagna, alla sua morte aveva solo pochi soldi che bastarono appena per pagare il funerale, mentre Velázquez visse e morì godendosi ricchi stipendi e sovvenzioni.
Uno dei suoi ultimi lavori fu Le filatrici (La favola di Aracne), realizzato circa nel 1657, che ritrae una scena dell'interno della filatura reale. un quadro ricco di luce, aria e movimento, dipinto con colori intensi e vibranti e una mano molto attenta. Anton Raphael Mengs ha detto che quest'opera sembra non essere stata dipinta con le mani, ma con la pura forza di volontà. Vi si ritrova un concentrato di tutta l'esperienza artistica che Velázquez aveva accumulato nel corso della sua lunga carriera, durata più di quarant'anni.
Anche gli ultimi ritratti dei bambini del re sono tra le sue opere migliori. Tra questi quello dell'Infanta Margherita con un vestito azzurro, e l'unico ritratto rimastoci del malaticcio principe Felipe Prospero. Quest'ultimo si distingue per l'accostamento della dolcezza dei tratti del bambino e del suo cagnolino con un inafferrabile senso di tristezza che l'insieme trasmette. Come in tutte le sue ultime opere, il colore viene sfruttato in maniera straordinariamente fluida e vibrante.
Nel 1660, grazie al matrimonio di Maria Teresa di Spagna e Luigi XIV di Francia, venne stipulato un trattato di pace tra i due paesi; la cerimonia si svolse sull'Isola dei Fagiani, una piccola isola paludosa nel fiume Bidasoa. Velázquez fu incaricato di curare la decorazione del padiglione della corte spagnola e di tutto l'allestimento scenico del matrimonio. Attirò su di sé l'attenzione per la nobiltà del suo portamento e per lo splendore del suo abito. Il 26 giugno tornò a Madrid e il 31 luglio fu colto da un attacco di febbre. Sentendo la fine vicina, firmò il proprio testamento, nominando come suoi soli esecutori la moglie e il suo caro amico Fuensalida, che curava i registri reali. Morì il 6 agosto 1660.
Fu sepolto nella cripta dei Fuensalida nella chiesa di San Giovanni Battista. La moglie Juana morì soltanto 7 giorni dopo e fu sepolta al suo fianco. Sfortunatamente la chiesa fu distrutta dai francesi nel 1811, così oggi non si sa con precisione dove si trovi la sua tomba. Fu molto difficile sbrogliare i complicati conti in sospeso che erano rimasti tra Velázquez e la tesoreria, e la situazione non fu sistemata fino al 1666, dopo la morte di re Filippo IV.

## I discendenti
La figlia di Velázquez fu un'antenata dei Marchesi di Monteleon, tra cui Enriquetta Casado che nel 1746 sposò Heinrich VI, Conte di Reuss zu Köstritz, che ebbe un gran numero di discendenti tra l'aristocrazia tedesca, come il principe Bernhard van Lippe-Biesterfeld, padre della regina Beatrice dei Paesi Bassi e nonno dell'attuale Re Guglielmo Alessandro dei Paesi Bassi. Diversi altri sovrani europei sono discendenti di Velázquez tra cui Re Filippo VI di Spagna (tramite la madre), Re Alberto II del Belgio e il granduca Enrico di Lussemburgo. 
In araldica vi sono sparsi cenni sul ramo sivigliano della famiglia, in particolare relazione con l'altra famiglia oriunda napoletana dei De Silva di Napoli.

## Fortuna

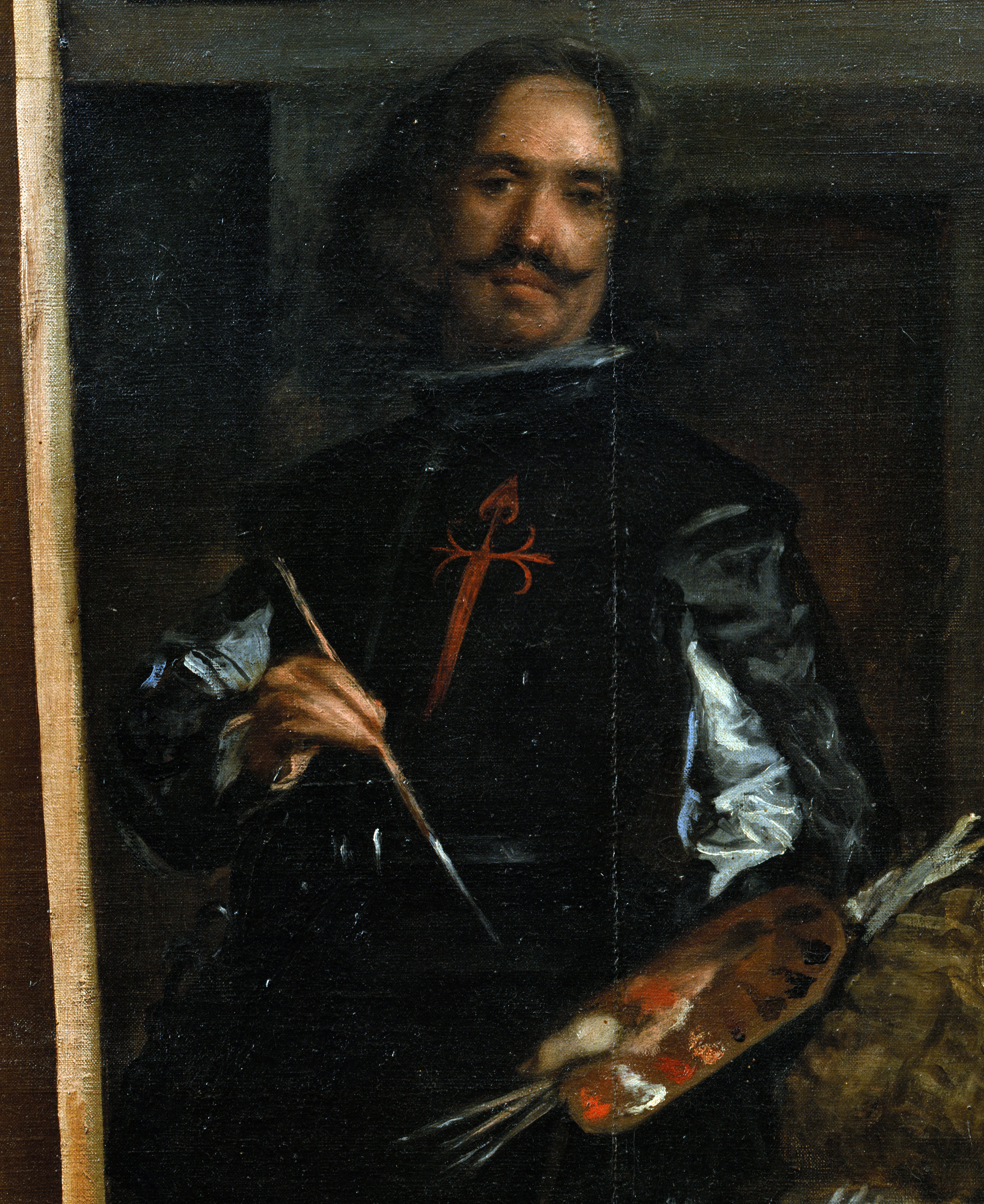
Dettaglio di Las Meninas (l'autoritratto di Velázquez)

Fino al XIX secolo, l'opera di Velázquez rimase poco conosciuta al di fuori della Spagna. Molti dei suoi dipinti scomparvero, rubati dai soldati francesi durante la Guerra d'indipendenza spagnola. Nel 1828 Sir David Wilkie in visita a Madrid, dopo aver visto le opere di Velázquez, scrisse che sentiva di essere in presenza di un nuovo fenomeno artistico e che, allo stesso tempo, vedeva una notevole affinità tra il lavoro di quest'artista e quello dei ritrattisti della scuola britannica, in particolare Henry Raeburn. Fu particolarmente colpito dalla modernità che traspariva dalle opere di Velázquez, sia nelle opere di paesaggi che di ritratti. Al giorno d'oggi, la tecnica e la personalità della pittura di Velázquez hanno assicurato all'artista un ruolo molto importante nella storia dell'arte europea, tanto da essere considerato come il padre della scuola artistica spagnola. Anche se conosceva bene gli artisti italiani ed era amico dei principali artisti della sua epoca, la sua personalità fu abbastanza forte da resistere alle influenze esterne e permettergli di trovare da solo la strada per sviluppare il suo talento.
Velázquez viene spesso citato come una delle principali influenze di Édouard Manet e ciò assume una notevole rilevanza se si pensa che Manet è a sua volta spesso considerato come l'artista-ponte tra il realismo e l'impressionismo. Definendo Velázquez "Il pittore dei pittori" Manet espresse la sua ammirazione per il vivido tocco di pennello che caratterizzava l'artista spagnolo tra i suoi contemporanei dell'epoca barocca, fedeli ad uno stile piuttosto classico.
L'importanza dell'arte di Velázquez è anche oggi evidente considerando con quale rispetto i pittori del XX secolo si sono accostati al suo lavoro. Pablo Picasso rese il più duraturo omaggio
a Velázquez nel 1957, quando dipinse una propria versione di Las Meninas nel suo caratteristico stile cubista. Anche se temeva che se avesse rifatto il quadro di Velázquez sarebbe stato visto solo come una copia e non come un lavoro originale, si mise ugualmente al lavoro e l'enorme dipinto—il più grande che abbia realizzato dopo Guernica del 1937— si guadagnò un posto di grande importanza nella storia dell'arte spagnola.
Anche Salvador Dalí come Picasso, anticipando il trecentennale della morte di Velázquez, nel 1958 realizzò un'opera chiamata "Velázquez mentre ritrae l'Infanta Margarita con le luci e le ombre della sua gloria"; lo schema dei colori rivela che il tributo di Dalì a Velázquez era davvero sentito; l'opera servì anche, come nel caso di Picasso, come mezzo per diffondere le nuove teorie artistiche, nel caso di Dalì, il suo misticismo nucleare.
Il pittore anglo-irlandese Francis Bacon trovò che il ritratto di Papa Innocenzo X fosse uno dei più grandi ritratti mai realizzati. Creò così negli anni cinquanta diverse interpretazioni dell'opera in chiave espressionista: i dipinti di Bacon però, rappresentavano il Papa con un aspetto raccapricciante, perché era morto da secoli. Una di queste celebri variazioni, intitolata Figure with Meat, mostra il Papa tra le due metà di una mucca sezionata.